# Паллавичини, Убертино
Убертино Паллавичини (итал. Ubertino Pallavicini; ок. 1220 — до 1278) — маркиз Бодоницы с 1237 года. Сын и преемник Гвидо Паллавичини — первого маркиза.

## Биография
В 1256—1258 годах участвовал в войне Венеции и союзных ей князей с правителем Ахейи Гильомом де Виллардуэном, пытавшимся захватить Эвбею. Их войско было разгромлено в битве при Кариди (1258), после чего Убертино Паллавичини признал себя вассалом Ахайи.
В 1259 году участвовал в войне Гильома де Виллардуэна и деспота Мореи Михаила II с Никейской империей. В битве при Пелагонии их войско потерпело поражение.
В 1264 году по завещанию своей умершей сестры Мабиллы, жены Аццо VII д’Эсте, унаследовал земли в Италии в районе Пармы.
Умер до 1278 года. Его наследницей стала младшая сестра — Изабелла.